# Urška Žigart
Urška Žigart (født 4. december 1996 i Slovenska Bistrica) er en cykelrytter fra Slovenien, der er kører for AG Insurance-Soudal Team.